# Danh sách di sản thế giới tại Phần Lan
Ủy ban Di sản thế giới là một cơ quan của Tổ chức Giáo dục, Khoa học và Văn hóa Liên Hợp Quốc (UNESCO), đây là tổ chức có tầm quan trọng đến việc bảo tồn các di sản văn hóa và thiên nhiên theo Công ước Di sản thế giới của UNESCO năm 1972. Phần Lan đã phê chuẩn công ước vào ngày 4 tháng 3 năm 1987, khiến các di tích của quốc gia này đủ điều kiện để đưa vào danh sách. Hai địa điểm đầu tiên được đưa vào danh sách là Khu thành cổ Rauma và Pháo đài Suomenlinna, đều vào năm 1991, tại Phiên họp thứ 15 của Ủy ban Di sản Thế giới được tổ chức tại Carthage, Tunisia. Các địa điểm tiếp theo lần lượt được thêm vào qua các năm 1994, 1996, 1999, 2005 và 2006.
Tính đến năm 2020, có bảy di sản thế giới tại Phần Lan, sáu trong số đó được phân loại là di sản văn hóa theo tiêu chí UNESCO và một di sản tự nhiên, Bờ biển Cao / Quần đảo Kvarken, di sản xuyên quốc gia chia sẻ với Thụy Điển. Bờ biển Cao phần thuộc Thụy Điển, được liệt kê riêng vào năm 2000; Quần đảo Kvarken được đưa vào danh sách năm 2006. Di sản xuyên quốc gia khác tại Phần Lan, Vòng cung trắc đạc Struve, di sản văn hóa được liệt kê vào năm 2005, chia sẻ với chín quốc gia khác. Ngoài các di sản đã được công nhận, Phần Lan còn duy trì ba địa điểm trong danh sách dự kiến của mình.

## Danh sách
UNESCO liệt kê các địa điểm theo mười tiêu chí, mỗi mục phải đáp ứng ít nhất một trong các tiêu chí. Tiêu chí (i) đến (vi) là di sản văn hóa, trong khi (vii) đến (x) là di sản thiên nhiên.
| Di sản                                    | Hình ảnh                                                             | Vị trí                                                       | Năm công nhận | Dữ liệu của UNESCO          | Mô tả |
| ----------------------------------------- | -------------------------------------------------------------------- | ------------------------------------------------------------ | ------------- | --------------------------- | --- |
| Thành cổ Rauma                            | Một quảng trường và những con đường lát đá cuội ở Old Rauma          | Rauma                                                        | 1991          | 582; iv, v (văn hóa)        | Rauma Cổ là khu trung tâm của thị trấn Rauma thời trung cổ tại Vịnh Bothnia. Có khoảng 600 ngôi nhà gỗ hiện được sử dụng cho cả mục đích nhà ở và thương mại. Nhà thờ Holy Cross có niên đại từ thế kỷ 16 trong khi phần còn lại của khu đô thị đã được xây dựng lại sau hỏa hoạn và có niên đại từ thế kỷ 17 đến 19. Khu thành cổ từng diễn ra một cuộc sửa đổi địa phận nhỏ vào năm 2009. |
| Pháo đài Suomenlinna                      | Pháo đài Suomenlinna nhìn từ trên cao                                | Helsinki                                                     | 1991          | 583; iv (văn hóa)           | Pháo đài được Thụy Điển xây dựng trên sáu hòn đảo ngay lối vào cảng Helsinki vào thế kỷ 18 để phòng thủ trước Đế quốc Nga. Có 200 tòa nhà và các bức tường phòng thủ trải dài 6 kilômét (3,7 mi). Sau Chiến tranh thế giới thứ hai, vai trò quân sự của pháo đài giảm sút, được tái sử dụng cho mục đích công cộng, hiện đang là một địa điểm du lịch nổi tiếng. |
| Nhà thờ cổ Petäjävesi                     | Nhà thờ cổ Petäjävesi, tháp chuông bên trái, nghĩa trang phía trước. | Petäjävesi, Trung Phần Lan                                   | 1994          | 584; iv (văn hóa)           | Nhà thờ là một ví dụ minh họa điển hình của kiến trúc nhà thờ gỗ truyền thống ở Bắc Âu. Được xây dựng từ năm 1763 đến 1765, nó thể hiện sự áp dụng tinh xảo kiến trúc châu Âu vào công trình làm từ gỗ. Kiến trúc tổng thể của nhà thờ mang đậm nét văn hóa thời Phục hưng trong khi mái dốc ảnh hưởng từ văn hóa Gothic. Tháp chuông được xây thêm năm 1821. Nhà thờ được bảo quản khá tốt do nó không còn được sử dụng vào cuối thế kỷ 19, khi xây dựng giáo xứ mới, và có một số thay đổi không đáng kể chẳng hạn như lắp đặt hệ thống sưởi. Nhà thờ được trùng tu cẩn thận sau năm 1920, hiện vẫn thường xuyên tổ chức các dịp lễ vào mùa hè.                                                        |
| Verla                                     | Bảo tàng nhà máy xay gỗ Verla, xây bằng gạch đỏ.                     | Kouvola (Jaala), Kymenlaakso                                 | 1996          | 751; iv (văn hóa)           | Nhà máy và khu dân cư xung quanh đại diện cho kiểu định cư công nghiệp nông thôn quy mô nhỏ phổ biến vào thế kỷ 19 và đầu thế kỷ 20, gắn liền với sản xuất bột giấy, giấy và bìa. Kiểu định cư này phát triển mạnh ở Bắc Âu và Bắc Mỹ, nơi có nguồn nguyên liệu dồi dào. Verla hoạt động cho đến năm 1964, sau đó ngừng hoạt động và trở thành bảo tàng. |
| Di tích thời đại đồ đồng Sammallahdenmäki | Ụ đá đá Sammallahdenmäki. Phong cảnh rừng rậm phía sau.              | Rauma                                                        | 1999          | 579; iii, iv (văn hóa)      | Khu chôn cất này có từ Thời đại đồ đồng và đầu Thời đại đồ sắt, từ 1500 đến 500 TCN. Địa điểm bao gồm 33 ụ đá đắp riêng biệt. Các gò đá có liên quan tới thần mặt trời, một tôn giáo truyền đến Phần Lan từ Scandinavia. Ban đầu, chúng được xây dựng gần bờ biển nhưng hiện nay đã được đưa vào sâu trong đất liền do hiện tượng đất bồi đắp. |
| Vòng cung trắc đạc Struve*                | Alatornio Church, side view. Cemetery in front.                      | Enontekiö, Ylitornio, Tornio, Korpilahti, Lapinjärvi, Pyhtää | 2005          | 1187, ii, iii, vi (văn hóa) | Vòng cung trắc đạc Struve là một chuỗi các trạm trắc đạc được tính theo phép đo tam giác, trải dài 2.820 kilômét (1.750 mi) từ Hammerfest ở Na Uy đến Biển Đen. Các trạm được thiết lập trong một cuộc khảo sát của nhà thiên văn học Friedrich Georg Wilhelm Struve, người đầu tiên thực hiện phép đo chính xác một đoạn kinh tuyến dài, một phần của quá trình xác định kích thước và hình dạng của Trái Đất. Ban đầu, có 265 điểm trạm. Di sản thế giới này bao gồm 34 điểm tại mười quốc gia (Bắc đến Nam: Na Uy, Thụy Điển, Phần Lan, Nga, Estonia, Latvia, Litva, Belarus, Moldova, Ukraina), sáu trong số đó ở Phần Lan. Trong hình là nhà thờ Alatornio, một trong những điểm trạm tại Phần Lan. |
| Bờ biển Cao / Quần đảo Kvarken*           | Băng tích De Geer tại Kvarken, biển và thảm thực vật xung quanh      | Kvarken                                                      | 2006          | 898bis; viii (thiên nhiên)  | Đây là phần mở rộng của địa điểm Bờ biển Cao ở Thụy Điển, ban đầu được liệt kê vào năm 2000. Cả Bờ biển Cao và Quần đảo Kvarken đều nằm trong Vịnh Bothnia có hàng nghìn hòn đảo. Khu vực này cho thấy những tác động nổi bật của sự phục hồi sau băng hà, sự dâng cao của đất do quá trình tan chảy mảng băng lục địa sau Cực đại băng hà cuối cùng (do đó loại bỏ sức nặng của sông băng tác động lên mặt đất), 10.000 đến 24.000 năm trước. Ở một số nơi, mặt đất dâng cao lên tới gần 300 mét (980 ft), khiến cảnh quan liên tục thay đổi. |

## Danh sách dự kiến
Ngoài các địa điểm ghi trong danh sách Di sản thế giới, các quốc gia thành viên có thể đề xuất một danh sách các địa điểm dự kiến để xem xét đề cử công nhận trong tương lai. Ứng cử viên cho danh sách Di sản thế giới chỉ được chấp nhận nếu địa điểm đã được liệt kê trước đó trong danh sách dự kiến. Đến năm 2021, Phần Lan liệt kê hai địa điểm trong danh sách dự kiến.
| Địa điểm                                                                                   | Hình ảnh                  | Vị trí                                                                              | Năm đề cử | Tiêu chí UNESCO     | Mô tả |
| ------------------------------------------------------------------------------------------ | ------------------------- | ----------------------------------------------------------------------------------- | --------- | ------------------- | --- |
| Công trình kiến trúc của Alvar Aalto - một khía cạnh con người đối với phong trào hiện đại | Viện điều dưỡng Paimio    | Paimio, Helsinki, Kotka, Pori, Säynätsalo, Muuratsalo, Imatra, Jyväskylä, Seinäjoki | 2021      | ii (văn hóa)        | Ứng cử viên bao gồm các tác phẩm của kiến trúc sư Hiện đại nổi tiếng người Phần Lan Alvar Aalto: Viện điều dưỡng Paimio, Nhà Aalto, Khu nhà ở Sunila Pulp Mill, Villa Mairea, Hội trường Säynätsalo, Nhà Thí nghiệm, Muuratsalo, Studio Aalto, Nhà thờ Ba Sọc, Vuoksenniska, Nhà Văn hóa, Đại học Jyväskylä, Aalto Campus, Văn phòng chính của Tổ chức Bảo hiểm Xã hội, Tòa thị chính Trung tâm Seinäjoki, và Hội trường Phần Lan. |
| Quần đảo Hải cẩu Đeo Vòng Hồ Saimaa*                                                       | Sunset at the Lake Saimaa | Ristiina                                                                            | 2021      | ix, x (thiên nhiên) | Hồ Saimaa, nằm ở phía đông nam Phần Lan, hồ lớn nhất ở Phần Lan với diện tích 4.400 kilômét vuông (1.700 dặm vuông Anh), là môi trường sống duy nhất của hải cẩu đeo vòng Saimaa (Phoca hispida saimensis). Phân loài hải cẩu này sinh sống trên quần đảo được đất liền bao quanh và đã thích nghi với môi trường nước ngọt sau Cực đại băng hà cuối cùng.                                                                         |